# Marseillevirus
O marseillevirus é uma espécie de vírus que possui um tamanho atipicamente grande para tais seres, multiplicando-se dentro de amebas e possuindo um genoma que inclui material genético de outras espécies.